# Sándor Vay
Sándor Vay (6 décembre 1859, Gyon - 23 mai 1918, Lugano) est un poète et journaliste hongrois. Avant sa transition de genre, cette personne est l'une des premières femmes hongroises diplômées d'université. Il travaille comme journaliste sous identité masculine, avant et après le scandale de son mariage avec une femme en 1889. L'affaire attire l'attention de sexologues réputés de l'époque, dont Havelock Ellis et Richard von Krafft-Ebing, qui s'appuient sur Vay pour définir le concept d'inversion sexuelle. Au cours de sa vie, il écrit des articles historiques sur des personnages et sujets culturels liés à la Hongrie.

## Enfance et éducation
Sándor Vay naît sous le nom de Sarolta Vay le 6 décembre 1859 à Gyón (hu), dans le district central de Pest, Hongrie, l'enfant de Sarolta (née Beniczky) et du comte László Vay’. Issu de la vieille et noble famille Vay et de parents comtes de Voïvodine et de Laskod, son père est colonel général de Joseph de Habsbourg-Lorraine et gardien des joyaux de la couronne’’. Ses parents se marient en 1855. La loi veut que sans héritier, les biens de la famille soient reversés au gouvernement : le couple veut absolument un fils. D'après les tabloïds américains, à la naissance de Vay, sa mère ne révèle pas son sexe au père et s'entend avec un prêtre pour baptiser l'enfant Sándor, mais inscrit le baptême dans le registre avec le prénom féminin Sarolta’. D'autres récits, comme celui de Richard von Krafft-Ebing et d'Anna Borgos, membre de l'Académie hongroise des sciences, remettent cette histoire en question’.
À la manière typique de la noblesse de l'époque, Vay apprend l'escrime, la pêche, l'équitation et le tir’. Cinq ans plus tard, les Vay ont un garçon, Péter Vay (hu). Sándor reçoit une éducation privée d'un ami de son père, Dániel Kászonyi (hu), capitaine militaire et journaliste’. Quand il a onze ans, son père se prépare à l'envoyer en académie, le père de Vay apprend le sexe de son enfant. Désormais appelé Sarolta, l'enfant est envoyé à Dresde chez sa grand-mère maternelle, Adolfné Bónis Johanna Beniczky, qui l'inscrit dans une école de filles. Après sa fuite avec une amoureuse Anglaise, Vay est renvoyé chez ses parents. Il étudie à Leipzig, Berlin et Budapest, devenant l'une des premières femmes hongroises à obtenir un diplôme universitaire. Malgré ses racines aristocratiques, Vay doit travailler en raison des finances limitées de sa famille’.

## Carrière

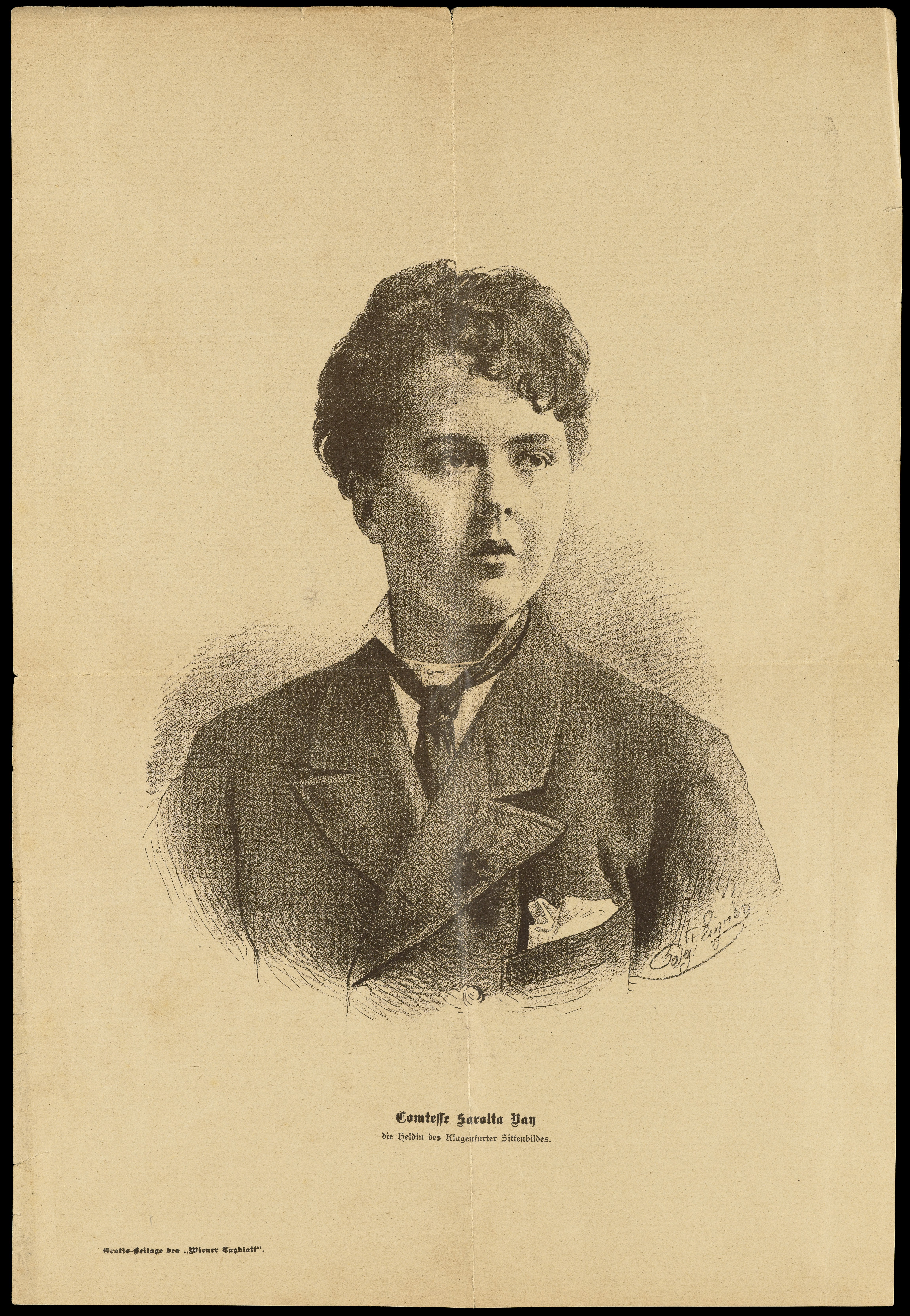
Vay dans le Wiener Tagblatt, vers 1900, par Eigner

À 16 ans, Vay commence à publier des poèmes sous le nom de Sarolta Vay dans le Vasárnapi Ujság. Sous le mentorat du rédacteur en chef du journal, Adolf Ágai, il se concentre sur la prose et commence à soumettre des articles sous divers pseudonymes masculins, notamment Celesztin, D'Artagnan, Floridor et Vayk’. À l'époque, les femmes journalistes se limitent à publier dans des revues féminines ou sur la culture domestique, ce qui peut expliquer ces pseudonymes.
À partir de 1880, Vay vit comme un homme, buvant de l'alcool, provoquant d'autres personnes en duel et voyageant beaucoup. Il contribue régulièrement à des journaux tels que Debreczeni Hírlap, az Egyetértés, Magyar Szalon, Országos Hírlap, Pesti Hírlap et az Uj Idők, sous son nom de Sándor. Il discute avec Renée Erdős et à sa cousine Minka Czóbel (hu), et tous trois parlent d'écriture. Voyant la curiosité des lecteurs pour le passé de la Hongrie, Vay commence à publier des articles historiques sur des personnes, des lieux et des mythes bien connus.

## Scandales sexuels
Vay est bien connu en Autriche-Hongrie pour sa fréquentation des maisons de prostitution et des boîtes de nuit. Vers 1882, il est impliqué dans un duel pour les faveurs de l'actrice Mari Hegyesi (eo), bien qu'on ne sache pas si l'intérêt est mutuel. De 1883 à 1887, il entretient une relation avec une actrice, Emma Eszéki, qu'il rencontre à Nyíregyháza. Le couple est marié religieusement et vit ensemble à Pest. Vay quitte Eszéki après sa rencontre avec Mari Engelhardt, une institutrice de 26 ans de Klagenfurt′. Pour se libérer du mariage, Vay paie un montant énorme à Eszéki. Contre la volonté de sa famille, le nouveau couple se marie en secret en août 1889’. En difficulté financière, peut-être en raison de dettes de jeu, Vay emprunte 800 forints à son beau-père, disant en avoir besoin comme caution pour obtenir un emploi dans une société par actions’. Le beau-père pense que Vay est un escroc et le fait arrêter pour fraude′.
Pendant sa détention, on découvre que Vay a falsifié des documents et qu'il est né femme’. Au cours du procès, de nombreuses personnes, y compris l'avocat de la famille Vay, des membres de sa famille et de celle de sa femme, plusieurs éditeurs et écrivains, et le commandant de la ville de Budapest témoignent pour confirmer que Vay vit comme un homme. Une sage-femme est appelée pour un examen physique de l'anatomie de Vay afin de déterminer s'il est intersexué. Sa femme, qui témoigne qu'ils ont consommé leur mariage, déclare ne pas s'être doutée de la transidentité de Vay, bien qu'ils aient vécu plusieurs mois dans une petite chambre. Pour comprendre comment Vay aurait pu faire croire à des femmes qu'il est homme pendant ses relations sexuelles, il est examiné par C. Birnbacher, le médecin du tribunal de district de Klagenfurt, et un autre médecin nommé Josch’. Vay explique son attirance pour les femmes et a décrit leurs activités sexuelles, à contrecœur’.
Sur la base des déclarations des médecins au tribunal, selon lesquelles Vay est un inverti et incapable de se comporter différemment, le tribunal acquitte Vay et le libère sans l'obliger à détransitionner. Son beau-père fait appel du verdict, quiest revu par Theodor Meynert, membre de la faculté de médecine de l'université de Vienne. Meynert conclut que Birnbacher et Josch ont été dupés par Vay. Birnbacher répond qu'avant l'arrestation, Vay avait mené une vie typique d'homme et n'a aucune raison de changer son comportement. Il n'a aucun antécédent de violence, et sa famille ou ses connaissances n'ont pas ressenti le besoin de le faire interner. Birnbacher constate que les traits masculins de Vay font clairement partie de son identité. Il en conclut qu'étant donné des antécédents familiaux d'instabilité mentale, Vay est prédisposé à la maladie mentale. Couplé à son diagnostic d'inversion, Birnbacher atteste que Vay ne peut être tenu responsable de son comportement.

## Fin de vie
À la fin du procès, Vay retourne à Budapest et à sa carrière de journaliste. Bien qu'il se plaigne en privé de la solitude, du manque de reconnaissance et de difficultés financières, Vay connaît un grand succès entre 1900 et 1910. Il écrit plus de 400 articles historiques et les publie en 15 volumes, devenant un auteur populaire et bien établi. En 1906, il commence à travailler comme marchand à Rijeka. Il y vend du café et des marchandises importées, et écrit et distribue un journal gratuit appelé le Kávé Ujság. Bien qu'initialement prometteur, son projet échoue et il redevient journaliste.
En 1908, une rue de sa ville natale est nommée comte Sándor Vay et l'année suivante, il publie 10 volumes de Gróf Vay Sándor munkái (Les Œuvres du comte Sándor Vay). Après 1910, les éditeurs de journaux et de livres hésitent à publier les travaux de Vay en raison du climat politique. Il déménage en Suisse, où il écrit des articles publiés dans l'édition dominicale de Pesti Hírlap. Vivant à Zürich au début de la Première Guerre mondiale, il ne peut plus voyager, mais pendant trois ans, il continue à envoyer des articles en Hongrie pour publication′.
En mars 1918, souffrant d'une pneumonie, Vay est admis à l'hôpital. Après avoir subi une intervention chirurgicale, il meurt d'une pleurésie le 23 mai 1918 à Lugano’. Les nécrologies en Hongrie l'appellent le « George Sand de la Hongrie », soulignant une perte pour la littérature hongroise.

## Postérité
En 1908, une rue de sa ville natale est nommée comte Sándor Vay. En 1929, son frère, devenu missionnaire de l'Ordre des Frères Mineurs Capucins d'Assise, propose la construction d'un mémorial dans leur ville natale. Son vœu n'est pas réalisé. Bien que le "comte" ait été rayé de la rue "comte Sandor Vay" pendant la période soviétique de la Hongrie, le terme est restauré en 1989.
L'affaire juridique de Vay a eu une influence sur le développement de l'analyse médicale du lesbianisme. Son cas est étudié et publié dans des revues par d'éminents sexologues, dont Havelock Ellis et Richard von Krafft-Ebing’. La sociologue et historienne Hanna Hacker décrit Vay comme un archétype de la construction médicale et psychiatrique des caractéristiques de l'identité lesbienne et comme un modèle de femme butch pour le développement du domaine de la sexologie. Le cas lui-même a marqué la première fois que la transidentité est abordée d'un point de vue médical plutôt que moral. Cela représente également un passage de l'utilisation de la punition comme moyen de rétablir les normes sociales à une approche cherchant à comprendre et expliquer la déviation de la norme. L'influence de l'affaire ne se limite pas à la profession médicale, et Simone de Beauvoir fonde ses commentaires sur le lesbianisme dans Le Deuxième Sexe sur l'histoire de Vay.
L'héritage littéraire de Vay influence de nombreux écrivains hongrois, dont János Dengi (hu), Kinga Fabó, Géza Gyóni, Frigyes Karinthy, Gyula Krúdy, István Örkény et Zsuzsa Rakovszky. Sándor Weöres veut produire un drame sur Vay dans les années 1970, mais ne peut pas le publier. Les œuvres de Vay sont republiées avec succès à titre posthume. En 1918, son Pestvármegyei historiák (Histoires du comté de Pestvár), initialement publiée en 1907, est republiée et en 1924, Gróf Vay Sándor munkái (Les Œuvres du comte Sándor Vay) est réédité en 10 volumes. En 1926, Singer et Wolfner Publishing rééditent Régi nemes urak, úrasszonyok: históriák, legendák, virtusos cselekedetek, publié initialement en 1908, pour distribution par le ministère de la Religion et de l'Éducation publique. En 1986, Ágota Steinert édite et publie des sélections de la publication de 1900 Régi magyar társasélet (Ancienne vie sociale hongroise). En 2000, József Radnai publie Vay Sarolta: Levelek a buckából, qui contient une sélection de 19 histoires de Vay. D'autres ouvrages tels que Európa bál (Bal européen, 2006), Virág borul minden rögre: versek (Flowers Fall on Every Nugget: Poems, 2009) et Nemzeti Örökség (National Heritage, 2012) sont également publiés à titre posthume. Steinert, historien de la littérature, note que ses œuvres transmettent une connaissance intime de son époque.

## Publication (extrait)
- (hu) Ágai Adolf, Régi magyar társasélet, Budapest, Atheneum, 1900 (OCLC 1087830188)[1]
- (hu) Sándor Gróf Vay, D'Artagnan meséi, Budapest, Voss József, 1903 (OCLC 1014692999)[1]
- (hu) Sándor Gróf Vay, Pestvármegyei históriák, Budapest, Érdekes Újság Kiadóhivatala, 1907 (OCLC 34277428)[1]
- (hu) Sándor Gróf Vay, Régi nemes urak, úrasszonyok: históriák, legendák, virtusos cselekedetek, Budapest, Singer és Wolfner, 1908 (OCLC 917185298, lire en ligne)[1]
- (hu) Sándor Gróf Vay, Gróf Vay Sándor munkái, Budapest, Országos Monografia Társaság, 1909 (OCLC 499572198, lire en ligne)[1]
- (hu) Sándor Vay et Géza (forward) Szávai, Európa bál: tárcák és elbeszélések, Budapest, Pont Kiadó, 2006 (ISBN 978-963-7265-31-0) [posthume]
- (hu) Sándor Vay, Virág borul minden rögre: versek, Dabas, Hungary, Grafilux Kft., 2009 (ISBN 978-963-06-8081-3) [posthume]
- (hu) Sándor Gróf Vay, Az Andrássyak, Onga, Hungary, Nemzeti Örökség, 2012 (ISBN 978-615-5242-37-3) [posthume]